# レキシントン (ケンタッキー州)
レキシントン（Lexington）は、アメリカ合衆国ケンタッキー州中央部、ブルーグラス地方と呼ばれる地域に位置する工業都市。人口は32万2570人（2020年）で、ルイビル市に次ぐ州第2の都市である。北西約35kmに位置する州都フランクフォートと共にレキシントン・フランクフォート・リッチモンド都市圏を形成する。都市圏全体では人口50万人を超える。

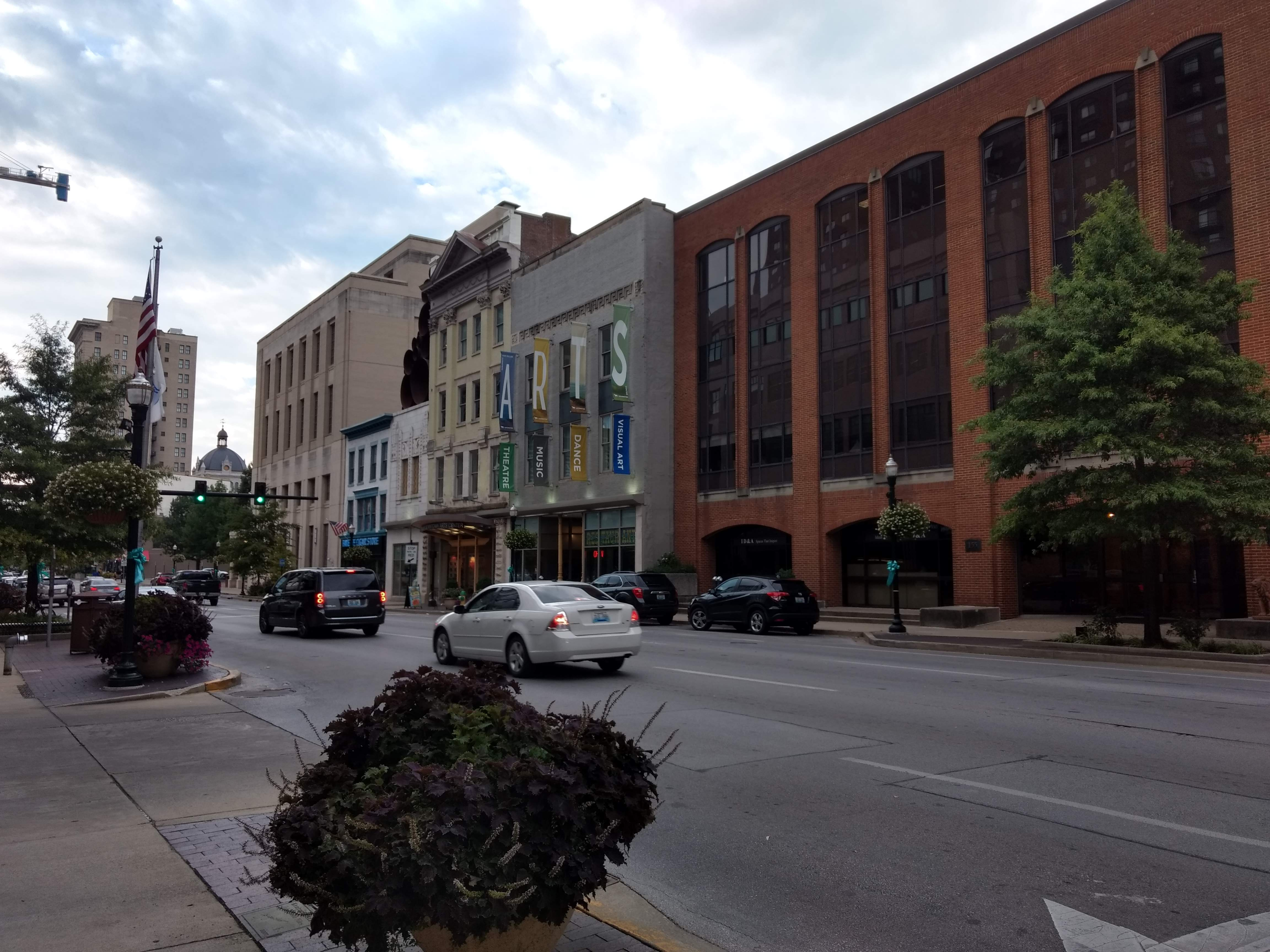
ダウンタウン

レキシントンおよびその周辺は競走馬の生産で広く知られている。また、工業が盛んで州の特産物であるバーボン・ウイスキーなどの醸造を始め、食肉、機械、化学など多様な業種が揃う。1775年に町が創設され、1832年に市制施行。1974年にはフェーエット郡と合併してレキシントン・フェーエット統合市郡（consolidated city-county）となった。

## 歴史
レキシントンは1775年、バージニア植民地の野営地として創設された。ウィリアム・マッコーネル（William McConnell）に率いられた開拓者の一行がエルクホーン川（Elkhorn Creek）の分流点に野営地を設けた。同年4月19日、独立戦争の戦いのひとつ、レキシントン・コンコードの戦いでの勝利を耳にすると、野営地の名は戦場となったマサチューセッツ州レキシントンにちなんでレキシントンと改名された。しかし、周辺のネイティブ・アメリカンたちによる攻撃のおそれがあったことから、常住のための町の建設開始は4年遅れた。1779年にロバート・パターソン大佐（Robert Patterson）率いる25名の一行がこの地に防塞を建設した。その3年後、1782年には州議会での議決により、レキシントンがバージニア州の正式な町となった。1792年にはバージニア州から分離独立する形でレキシントンを含む州西部がケンタッキー州として州に昇格した。
1820年頃には、レキシントンはアレゲーニー山脈の西側で最大で、最も裕福な町のひとつになった。文化水準も高かったことから、レキシントンは「西のアテネ」という別名を持つようになっていた。レキシントンの初期の有名な住民としては、地元実業家のジョン・ウェスレー・ハント（John Wesley Hunt）が挙げられる。ハントはアルゲイニー山地の西側では初の億万長者であった。1832年にはレキシントンは市に昇格した。
南北戦争前のケンタッキー州は奴隷州であり、レキシントンにも大量の黒人奴隷が労働に従事させられていた。1850年には、州の人口の1/5が奴隷であり、レキシントンはケンタッキー州最大の奴隷人口を抱えていた。しかし南北戦争においては、ケンタッキー州は中立の立場を取った。当時のアメリカ合衆国大統領エイブラハム・リンカーンとアメリカ連合国大統領ジェファーソン・デービスは両者ともケンタッキー州出身で、レキシントンに地縁がある。デービスは1823-24年にかけてレキシントンのトランシルバニア大学に在籍していた。リンカーンの妻メアリーはレキシントン出身であり、1842年に結婚したのち、幾度もこのレキシントンを夫婦で訪れていた。
1935年、レキシントンに中毒リサーチセンター（Addiction Research Center）と呼ばれる全米最初の麻薬中毒更生施設がつくられた。.
1974年、レキシントンは属していたフェーエット郡と行政統合し、レキシントン・フェーエット郡市となった。

## 地理

ケンタッキー州内の位置

レキシントンは、ケンタッキー州中央部のブルーグラス地方に位置している。座標は北緯38度01分47秒 西経84度29分41秒 / 北緯38.02972度 西経84.49472度。
フェーエット郡の面積は733km²（283mi²）である。この地域は自然の美しさ、肥沃な土壌、優れた牧草地、牧場で知られる。また、何本もの小川がこの地域を源とし、ケンタッキー川（Kentucky River）に合流する。ケンタッキー川はオハイオ川、ひいてはミシシッピ川に合流し、遠くニューオーリンズの下流でメキシコ湾に注ぐ。

## 気候
レキシントンの年間平均気温は摂氏13度（華氏54.9度）、年間降水量は1,392mmである。四季折々の変化に富んだ気候で、暑さ、寒さ、雨、風、雪のいずれも長く続くことはない。アメリカ合衆国東部の多くの都市同様、ケッペンの気候区分ではCfa（温暖湿潤気候）に属する。
レキシントンは春の花粉症にかかりやすい都市の全米ワースト1とされている。 ちなみに州内のルイビルはワースト4位である。

## 教育

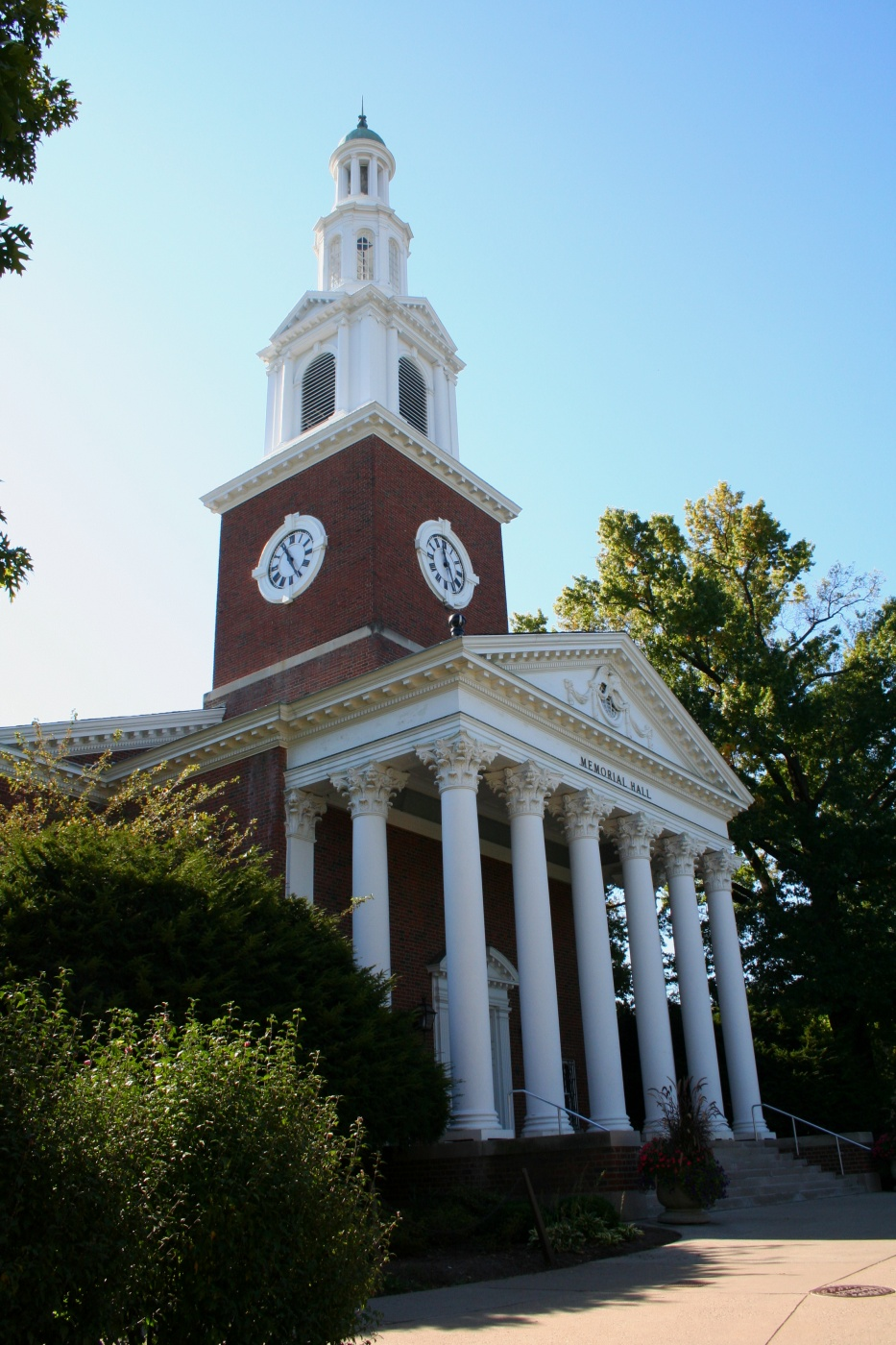
UK 記念ホール

レキシントン市内には州立のケンタッキー大学（University of Kentucky）と私立のトランシルバニア大学（Transylvania University）があり学術都市としての性格も見せる。ケンタッキー大学は男子バスケットボールの名門として知られ、これまでNBAに多数の人材を輩出してきた。トランシルバニア大学は小規模ながらケンタッキー州最古の歴史を誇る伝統校である。

## 交通
レキシントンの玄関口となる空港は、ブルーグラス空港である。主要航空会社のハブ空港からの直行便があるほか、乗り継ぎ便を利用して全米約100都市から航空路によるアクセスが可能である。
レキシントンでは州間高速道路64号線と州間高速道路75号線が交わる。I-64は市の北東を環状道路のように通っている。セントルイスとバージニア州を結ぶ高速道路で、ケンタッキー州内においては州の最大都市ルイビルとレキシントンを結ぶ重要な道路である。I-75はミシガン州とフロリダ州を結んで南北に走る幹線で、デトロイト・シンシナティ・アトランタ・タンパなど主要都市へと通じ、フロリダ州フォートローダーデールで州間高速道路95号線に合流する。
グレイハウンドのバスターミナルがあり、ルイビルやシンシナティをはじめ、セントルイスやノックスビルなど主要都市へのバスの便がある。アムトラックの駅はない。
公共交通機関としては、レックストラン（LexTran）の運営する路線バスがレキシントン市内およびフェーエット郡内を広くカバーしている。レックストランはレキシントン市とフェーエット郡が共同で運営している合弁の交通局である。

## 経済

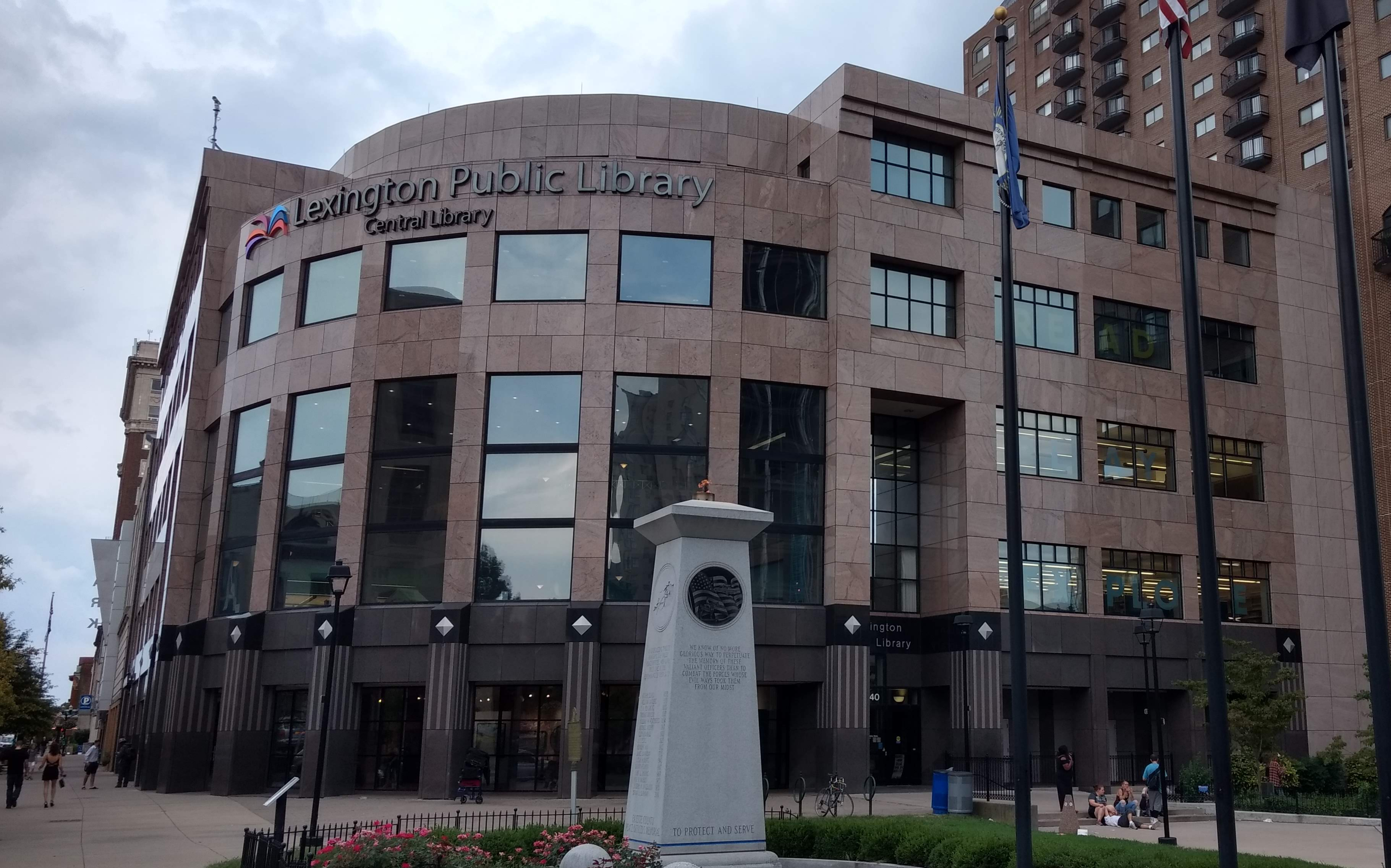
中央図書館

レキシントンは古くから競走馬の生産とタバコ産業によって支えられてきた。しかし1950年以降産業の多様化が進み、工業と大学を中心とする経済に変わっていった。市内のケンタッキー大学は重要な雇用主となっている。
企業のフォーチュン500では、ゼロックス（2013年の従業員数：3000人）、プリンターメーカーのレックスマークインターナショナル（本社および工場、2800人）、ロッキード・マーティン（1705人）、IBM（552人）がある。またアマゾン.com、ゼネラル・エレクトリック、トヨタ自動車、ユナイテッド・パーセル・サービスといったいくつかの大企業もレキシントンに拠点を置いている。
ケンタッキー州の消費税率は6%である。日用品は課税対象外となる。ホテルの宿泊料にはさらに6%のホテル税が上乗せされる。

## メディア
レキシントンの主要な新聞はレキシントン・ヘラルド・リーダー紙（Lexington Herald-Leader）である。このほか、週刊のACE Weekly紙や月刊のNougat Magazine紙がレキシントンのニュースを伝えている。ケンタッキー大学の新聞、KY Kernel紙も学内で読まれている。
主要テレビ局各社がレキシントンに支局を置いている。また、AM3局、FM16局のラジオ局を市内に有している。

## 名所

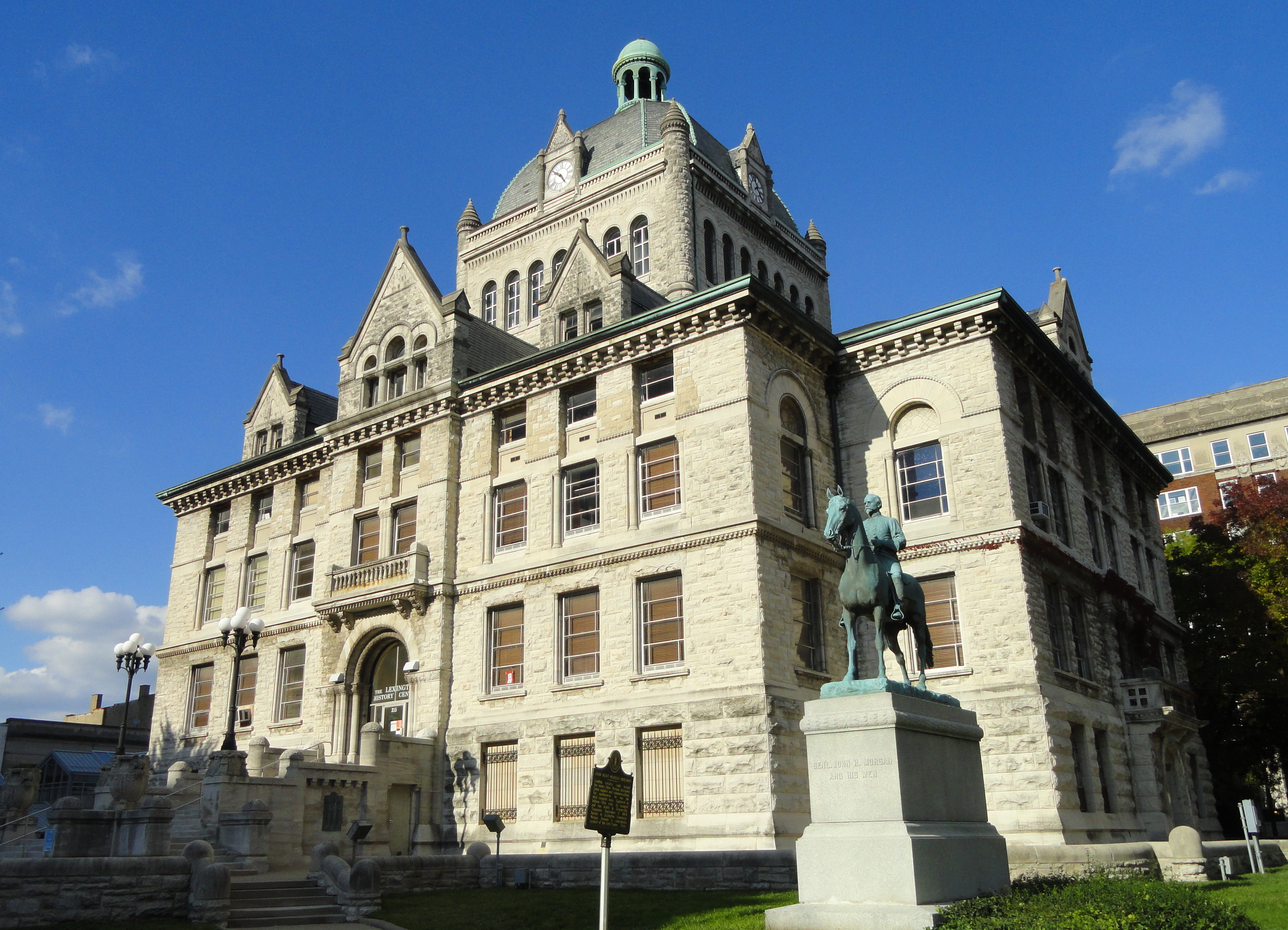
レキシントン歴史センター

- ケンタッキー航空博物館（Aviation Museum of Kentucky）
- アシュランド・ヘンリー・クレイ・エステート（Ashland: The Henry Clay Estate）
- ヘッドレイ・ホイットニー博物館（The Headley-Whitney Museum）
- ハント・モーガン・ハウス（The Hunt-Morgan House）
- キーンランド競馬場（Keeneland）
- ケンタッキー・ホース・パーク（Kentucky Horse Park）
- マリー・トッド・リンカーン・ハウス（Mary Todd Lincoln House）
- レッドマイル・ハーネス・トラック（The Red Mile Harness Track）
- サザン・ライツ（Southern Lights） - 11月18日～12月31日の期間限定
- ケンタッキー大学野球博物館（UK Basketball Museum）
- ウエーブランド州立史跡（Waveland State Historic Site）
- レキシントン墓地（Lexington Cemetery）
- ケンタッキー大学/レキシントン・フェーエット郡市植物園（University of Kentucky/Lexington-Fayette Urban County Government Arboretum）
- ラップ・アリーナ（Rupp Arena） - ケンタッキー大学の男子バスケットボールチームがホームの試合を開催している。
- マコーネル・スプリングス（McConnell Springs）
- レキシントン歴史センター（Lexington History Center）

## 人口動勢
以下は2000年国勢調査における人口統計データである。
| 基礎データ - 人口: 260,512人 - 世帯数: 108,288世帯 - 家族数: 62,915家族 - 人口密度: 353.5人/km²（915.6人/mi²） - 住居数: 116,167軒 - 住居密度: 157.6軒/km²（408.3軒/mi²） 人種別人口構成 - 白人: 81.04% - アフリカン・アメリカン: 13.48% - ネイティブ・アメリカン: 0.19% - アジア人: 2.46% - 太平洋諸島系: 0.03% - その他の人種: 1.21% - 混血: 1.58% - ヒスパニック・ラテン系: 3.29% 年齢別人口構成 - 18歳未満: 21.3% - 18-24歳: 14.6% - 25-44歳: 33.2% - 45-64歳: 20.9% - 65歳以上: 10.0% - 年齢の中央値: 33歳 - 性比（女性100人あたり男性の人口） - 総人口: 96.5 - 18歳以上: 94.3 | 世帯と家族（対世帯数） - 18歳未満の子供がいる: 27.3% - 結婚・同居している世帯: 43.5% - 未婚・離婚女性が世帯主である世帯: 11.5% - 非家族世帯: 41.9% - 単身世帯: 31.7% - 65歳以上の老人1人暮らし: 7.5% - 平均構成人数 - 世帯: 2.29人 - 家族: 2.90人 収入と家計 - 収入の中央値 - 世帯: 39,813米ドル - 家族: 58,677米ドル - 性別 - 男性: 36,166米ドル - 女性: 26,964米ドル - 人口1人あたり収入: 23,109米ドル - 貧困線以下 - 対人口: 12.9% - 対家族数: 8.2% - 18歳未満: 14.3% - 65歳以上: 8.6% |

同年の推計では、7郡にまたがる都市圏の人口は424,778人である。また、同市は2005年に形成されたレキシントン・フランクフォート・リッチモンド大都市圏の中心都市である。

## 宗教
レキシントンには230棟のキリスト教教会、イスラム教のモスク、およびユダヤ教のシナゴーグがある。

## 日本との関わり
- 北海道日高郡新ひだか町がレキシントン市と姉妹都市提携を結んでいる。
- トヨタ自動車の工場がレキシントン郊外のジョージタウンに立地している。トヨタに連動する形で日本の自動車部品関連企業など300社近くが進出し、日本人が1000人程度（2007年）居住しているといわれている。日本人が多いエリアは市南部であり、市北部郊外のトヨタ工場に通う日本人は長距離通勤になる。

## 姉妹都市
- ドーヴィル、フランス
- キルデア県、アイルランド
- 新ひだか町（旧・静内町）、日本
- ニューマーケット、イギリス